# Sommer-Paralympics 2008/Teilnehmer (Bermuda)
| stlisierte Goldmedaille | stlisierte Silbermedaille | stlisierte Bronzemedaille |
| ----------------------- | ------------------------- | ------------------------- |
| —                       | —                         | —                         |

Bermuda nahm nur mit dem Reiter Sandy Mitchell an den Sommer-Paralympics 2008 im chinesischen Peking teil. Fahnenträgerin bei der Eröffnungsfeier war allerdings die Generalsekretärin des Verbandes Jennifer Southern. Die beste Platzierung des Sportlers war ein 10. Platz in der Einzelmeisterschaft, Grad 1a.

## Teilnehmer nach Sportarten

### Reiten
Männer
- Sandy Mitchell